# Stille Willem
Stille Willem is een lied van Henk Spaan en Harry Vermeegen.
Spaan en Vermeegen hadden in die jaren diverse radio- en televisieprogramma’s waaronder Tussen Start en Finish, waarbij de nadruk lag op voetbal. Spaan wilde een liedje maken over de zogenaamde werkvoetballer. Dit is een voetballer die weliswaar minder getalenteerd is, maar toch van belang is voor de balans in een elftal. Zonder bekend te raken lost hij (voetbal)gevaarlijke situatie is en loopt daarbij stilletjes 'met snot voor ogen' over het gehele veld. Spaan had er geen specifiek voorbeeld bij. Toen het lied op single werd uitgebracht dacht het publiek al snel aan Wim Janssen of Willem van Hanegem; zij voelden zich niet aangesproken (beiden waren overigens nooit stil).
Voor de melodie werd de muziek van Love of the common people gebruik van John Hurley en Ronnie Wilkins. Ze schreven het voor The Four Preps; het werd populair door Donovan en daarna meerder keren gecovered. Het lied was de herkenningstune van een van de programma’s van Spaan en Vermeegen. De single met B-kant De olé-symphonie werd geproduceerd door Job Maarse. Volgens Spaan in 2025 was de inbreng van Vermeegen nihil, maar om de goede verstandhouding te bewaren werden beide namen genoemd. Saillant detail is dat Albert West de tweede zangstem verzorgde; de stem van Spaan leende zich niet voor goede zang, aldus Spaan in 2025.
Het plaatje stond vier weken in de Nationale Hitparade, maar kwam niet verder dan plek 29. In de Nederlandse Top 40 bleef het in de tipparade steken. Het is afkomstig van de langspeelplaat Tussen Start en Finish.  Het diende in 1985 tot B-kant van de single Knettergek van Vermeegen en Corry Konings.